# Grabovo (gmina Tompojevci)
Grabovo – wieś w Chorwacji, w żupanii vukowarsko-srijemskiej, w gminie Tompojevci. W 2011 roku pozostawała niezamieszkana.